# 盖布朗日莱迪约兹
盖布朗日莱迪约兹（法語：Guéblange-lès-Dieuze，法語發音：[ɡeblɑ̃ʒ lɛ djøz]，意为“迪约兹附近的盖布朗日”）是法国摩泽尔省的一个市镇，属于萨尔堡-萨兰堡区。

## 地理
盖布朗日莱迪约兹（48°46'30"N, 6°42'1"E）面积4.89 平方千米，位于法国大東部大區摩泽尔省，该省份为法国东北部内陆省份，是洛林的一部分，西南接默尔特-摩泽尔省，东临下莱茵省，北与卢森堡和德国接壤。
与盖布朗日莱迪约兹接壤的市镇（或旧市镇、城区）包括：布朗什埃格利斯、迪约兹、多讷莱、热吕库尔、瑞沃利兹、下兰德尔。

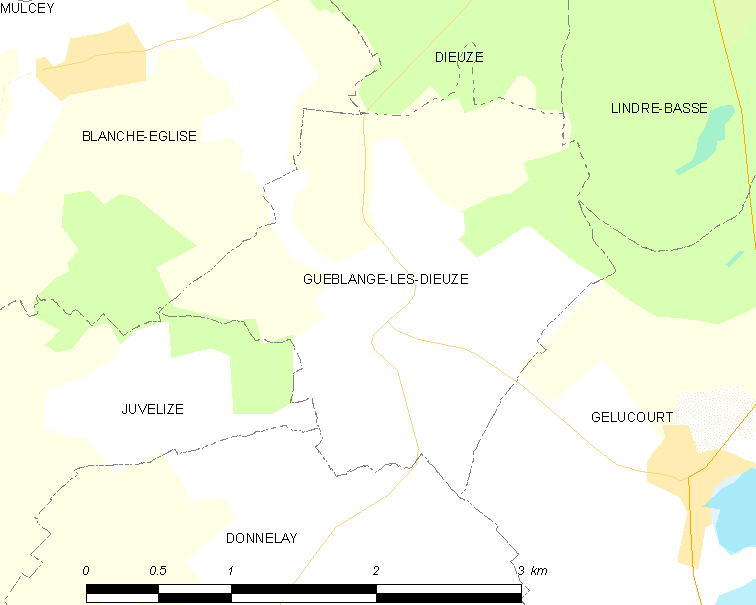
盖布朗日莱迪约兹的OSM定位图

盖布朗日莱迪约兹的时区为UTC+01:00、UTC+02:00（夏令时）。

## 行政
盖布朗日莱迪约兹的邮政编码为57260，INSEE市镇编码为57266。

## 政治
盖布朗日莱迪约兹所属的省级选区为索努瓦县。

## 人口

1962-2008年间盖布朗日莱迪约兹人口变化图示

盖布朗日莱迪约兹于2022年1月1日时的人口数量为148人。